# Evolución genómica de las aves

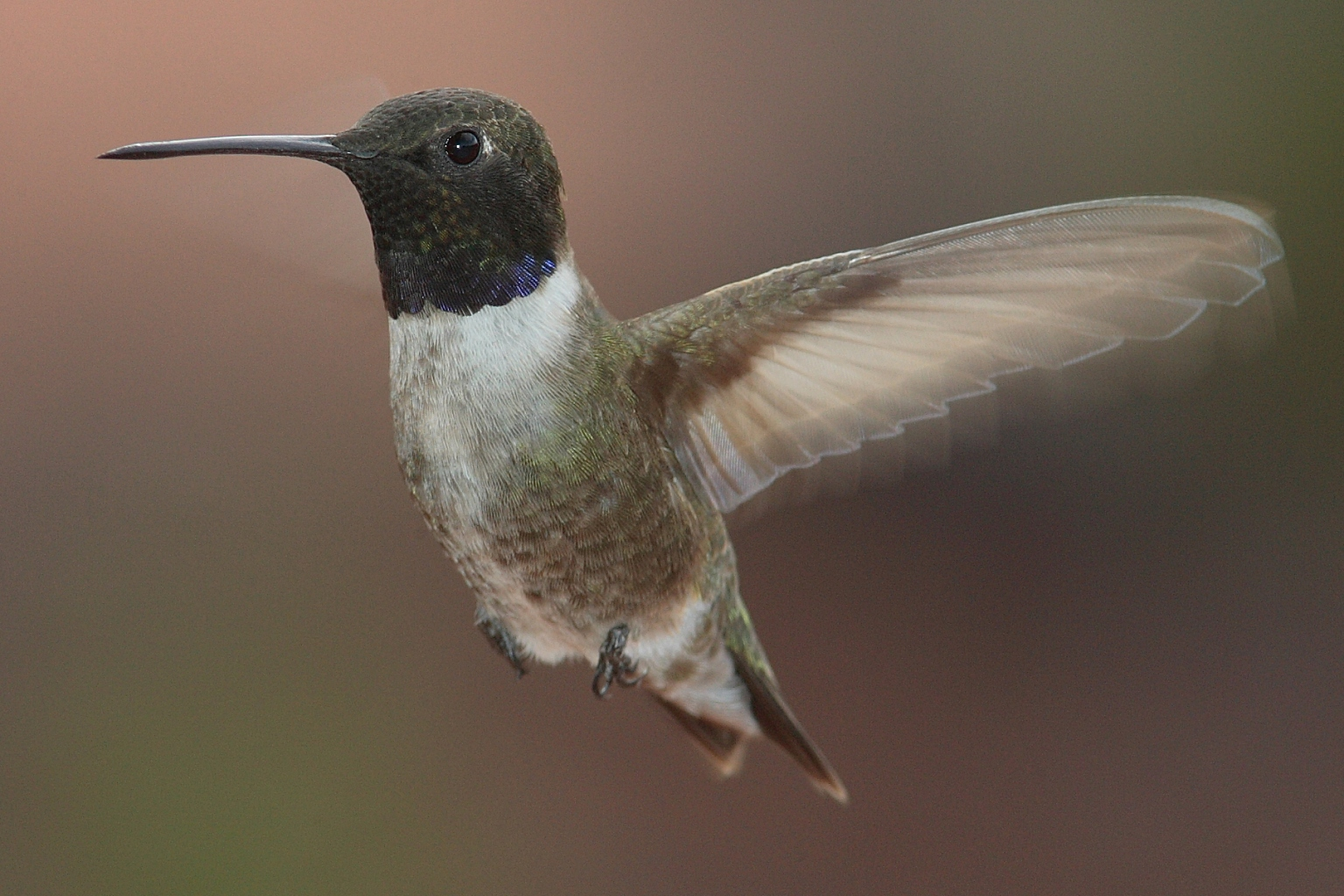
El colibrí gorginegro (Archilochus alexandri) es la especie de ave conocida con el genoma más pequeño, que consta de 0.91 Gb de longitud.

Las aves son los amniotes con los genomas más pequeños.  Mientras que los genomas de mamíferos y reptiles tienen tamaños entre 1.0 y 8.2 gigabases (Gb), los de las aves están comprendidos entre 0.91 Gb, del colibrí gorginegro (Archilochus alexandri) y 1.3 Gb de tamaño, en el caso del avestruz (Struthio camelus). Como en el caso de todos los seres vivos, el genoma de las aves refleja la acción de la selección natural. Los cambios en el genoma se pueden relacionar, entre otras cosas, con la morfología y comportamiento de estos animales.

### Características de los genomas de las Aves
Los genomas de las aves tienen menos elementos repetitivos que los del resto de tetrápodos. En las aves, dichos elementos repetitivos ocupan entre el 4 y el 10% del genoma, en comparación con el 34-52% de los mamíferos. Otro ejemplo son los elementos nucleares ínterespaciados pequeños (SINEs, por su nombre en inglés: short interspersed nuclear elements), que han visto reducido su tamaño en comparación al que presentan en las especies de otros grupos. En las aves, el tamaño de los SINEs se ha reducido a ~1.3 megabases (Mb) como promedio, mientras que, por ejemplo, en el aligátor americano (Alligator mississippiensis) miden 12.6 Mb, y en la tortuga verde marina (Chelonia mydas) alcanzan una longitud de 34.9 Mb. Estos datos sugieren que el antecesor común de las aves ya poseía SINEs de un menor tamaño.

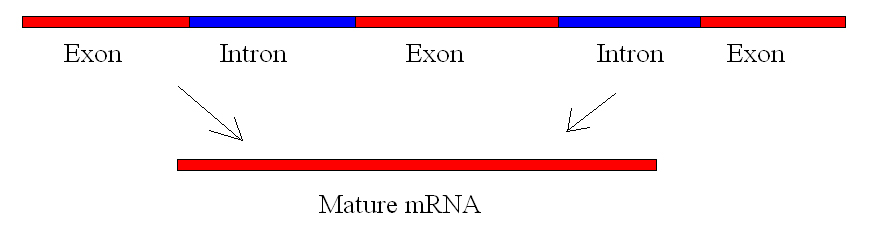
Los intrones son secuencias de DNA que aparecen en los genes eucariotas. Son transcritas a mRNA, pero se procesan y no aparecen el en transcrito maduro que "leen" los ribosomas.

También se observa una reducción en el tamaño medio de los intrones, las secuencias intergénicas e incluso de los exones. El tamaño medio de un intron en los mamíferos es de 4.3 kilobases (kb), y en los reptiles de 3.1 kb, mientras que en las aves solo alcanzan 2.1 kb de longitud. De la misma manera, la separación entre genes en los mamíferos es de 91 kb en promedio, y de 61 kb en los reptiles, pero se ve reducida en los genomas de las aves a 49 kb. Se ha observado que reducciones similares ocurren también en los murciélagos. El hecho de que ocurra separadamente en animales que, de manera independiente, han adoptado una forma de vida que implica volar puede indicar que la reducción del tamaño del genoma es una adaptación a la rápida regulación génica requerida durante el vuelo batido. Además, hay estudios que indican que, efectivamente, ha habido deleciones en el genoma de las aves, descartando la posibilidad de que el tamaño original del genoma del antecesor común fuera similar al de estos animales y que lo que haya ocurrido haya sido una expansión en el caso de mamíferos y reptiles.
Además, en las aves se observa la mayor perdida génica en vertebrados. Es posible que la fragmentación cromosómica, que dio lugar a la aparición de microcromosomas, acentuara dicha pérdida de genes. Estos eventos de ruptura de cromosomas debieron ocurrir en un antecesor común de las aves ya que aproximadamente dos tercios de las especies estudiadas presentan al menos treinta parejas de microcromosomas, siendo 2n = 80 el tamaño del cariotipo medio de las aves (siendo los miembros de la familia Falconidae la única excepción, ya que son 2n = 6-12).
Estudios de macrosintenia han permitido determinar que, en las aves capaces de imitar sonidos (vocal learners), el reordenamiento de los genes en los cromosomas es mucho mayor que en aquellas no pueden hacerlo (non-vocal learners). Además, la microsintenia reveló que las aves poseen un número mayor de genes ortólogos que mantienen la sintenia. Esto demuestra que el orden de los genes en los cromosomas de las aves está más conservado que en otras clases de animales. Un ejemplo claro de este hecho son los genes codificantes de las subunidades de la hemoglobina. Estos genes tienden a duplicarse y eliminarse con relativa frecuencia, lo que hace que, por ejemplo, en el caso de los mamíferos, haya muchas diferencias en cuanto al número y posición relativa de los genes que codifican las subunidades de tipo alfa y beta de la hemoglobina entre unas especies y otras. Esto no ocurre así en las aves, que presentan un enorme grado de conservación en ambos aspectos.

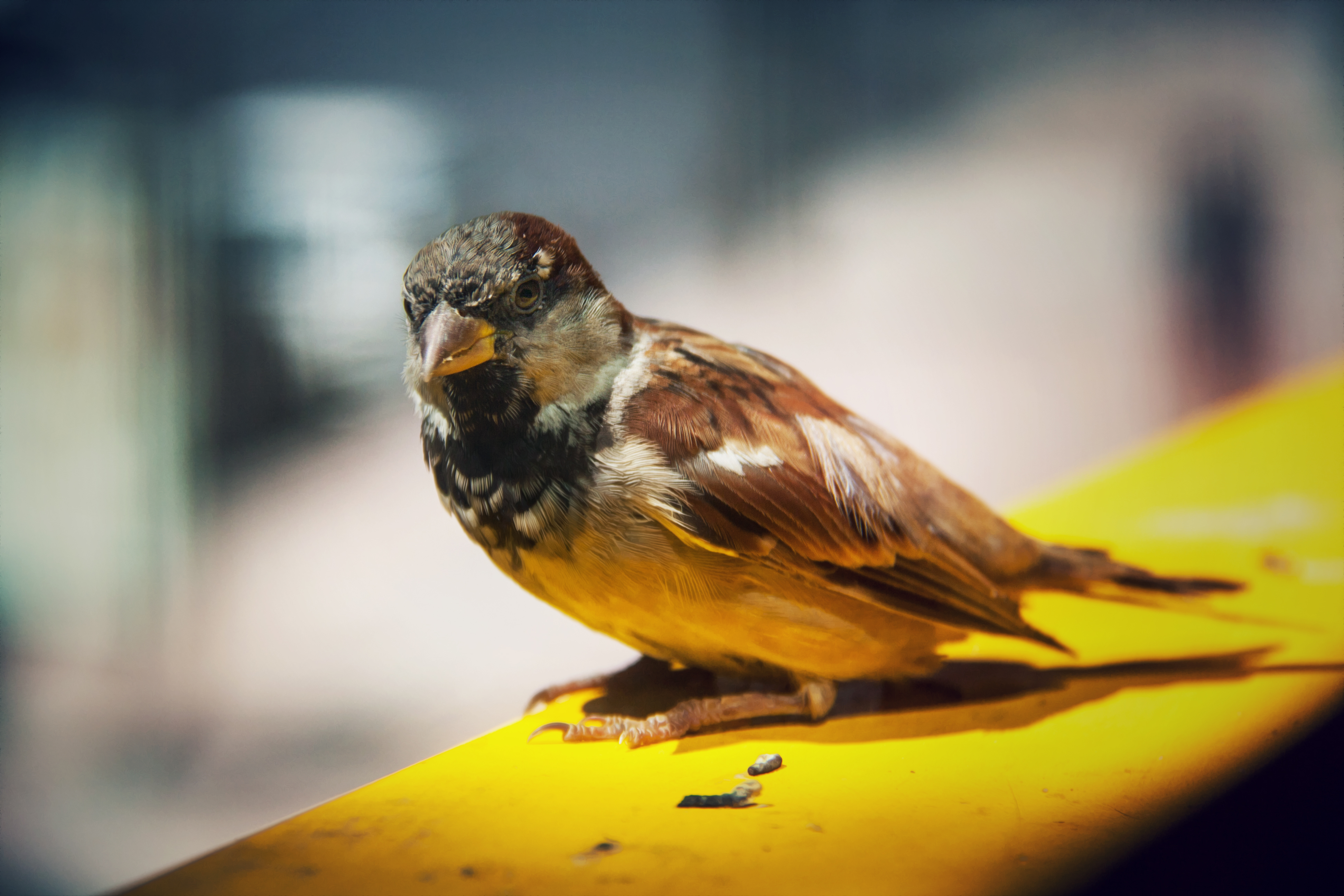
El gorrión (Passer domesticus) es el ave que da nombre al orden de los Passeriformes. Este es el grupo de aves presenta una mayor tasa de mutaciones puntuales.

También se ha podido comprobar que la tasa de mutaciones puntuales es menor en las aves que en los mamíferos. Mientras que en los segundos se dan ~2.7 x 10-3 mutaciones por sitio y millón de años (Ma), las aves presentan, en promedio, una tasa de ~1.9 x 10-3 mutaciones por sitio y Ma. Por supuesto, esto no es homogéneo. Los órdenes con más especies cuentan con una mayor tasa de mutaciones, siendo los Passeriformes los que presentan una tasa mayor (~3.3 x 10-3 mutaciones por sitio y Ma). Así mismo, también es menor la tasa de mutaciones en las aves acuáticas que en las terrestres. Entre estas últimas, son las aves de presa las que cuentan con la tasa de mutación menor, mientras que las aves cantoras son las que presentan más mutaciones por sitio y millón de años. Estas tasas de mutación son consistentes con la amplia distribución de las aves en diferentes ambientes, y los cambios fenotípicos consecuentes a la presión evolutiva ejercida por los nuevos nichos ecológicos según iban siendo ocupados.
Comparando los genomas de especies cuyo ancestro común es más antiguo se puede estudiar la presencia de restricciones funcionales en la autorregulación de este. Se ha verificado que, en promedio, aproximadamente el 7.5% del genoma de las aves está constituido por elementos altamente conservados (HCEs, por sus siglas en inglés: highly conserved elements), de los que ~12.6% están involucrados directamente en la funcionalidad de genes codificantes de proteínas. Los HCEs no codificantes específicos de aves (puesto que no se encuentran en mamíferos al compararlos) resultan estar relacionados con la regulación de la actividad de los factores de transcripción asociados al metabolismo, mientras que los compartidos con los mamíferos estarían encargados de controlar procesos de señalización, desarrollo y respuesta a estímulos.

### Cambios evolutivos en el genoma
La evolución génica no es homogénea a lo largo del genoma. Esto se puede estudiar mediante el análisis de la relación que hay entre número de cambios no sinónimos por posición no sinónima por cada cambio sinónimo en una posición sinónima, conocido como dN/dS o relación Ka/Ks. Esta relación es una manera de analizar el balance que hay entre mutaciones deletéreas y beneficiosas. Por ejemplo, un valor de Ka/Ks superior a 1 indicaría que se ha producido al menos alguna mutación que reporta alguna ventaja adaptativa. En las aves se observa que los genes que presentan una mayor variabilidad son los que se localizan en el cromosoma Z, uno de los cromosomas sexuales de las aves, lo que puede ser debido a que en dicho cromosoma hay menos genes que en los autosomas. A su vez, la variabilidad es mayor en los macrocromosomas que en los microcromosomas. Esto podría deberse a una diferente frecuencia de recombinación entre unos y otros, que puede ser consecuencia de su tamaño y de su diferente densidad génica. Comparando los genes de las aves con los genes de mamífero, se observa que en las primeras se da una evolución más rápida en los genes relacionados con el desarrollo, mientras que en los mamíferos evolucionan más rápidamente los genes que median en el desarrollo del sistema nervioso central.

### Relación del genoma con el canto
Parece ser que el aprendizaje vocal de las aves a aparecido independientemente en al menos dos ocasiones, una en el antecesor común de los colibríes y otra en el de las aves cantoras y loros. Todos ellos poseen determinados circuitos neuronales que no se encuentran en las aves incapaces de imitar sonidos. Un análisis dN/dS demostró una evolución convergente en 227 genes, de los cuales la mayor parte están altamente expresados en las zonas del cerebro encargadas del canto. Además, un 20% de ellos parecen estar regulados por el propio hecho del canto.

### Evolución genómica de las características morfológicas
Para poder volar, los antecesores de las aves tuvieron que sufrir una serie de cambios a nivel morfológico y molecular. En aproximadamente la mitad de los genes implicados en la osificación se puede observar un importante grado de selección positiva. Ejemplos relevantes son el gen AHSG, que participa en el control de la densidad de mineralización ósea, y P2RX7, asociado con la homeostasis ósea. La acción de estos genes en concreto sería la responsable de las diferencias óseas que hay entre mamíferos y aves.
Algo similar ocurre con el sistema respiratorio. Mientras que en los mamíferos, durante la ventilación, el volumen total de los pulmones varía, no ocurre exactamente de la misma manera en las aves, que hacen circular el aire a través de sus pulmones mediante la contracción de los sacos aéreos. Se han encontrado 5 genes involucrados en este proceso presentes en mamíferos que las aves han perdido.

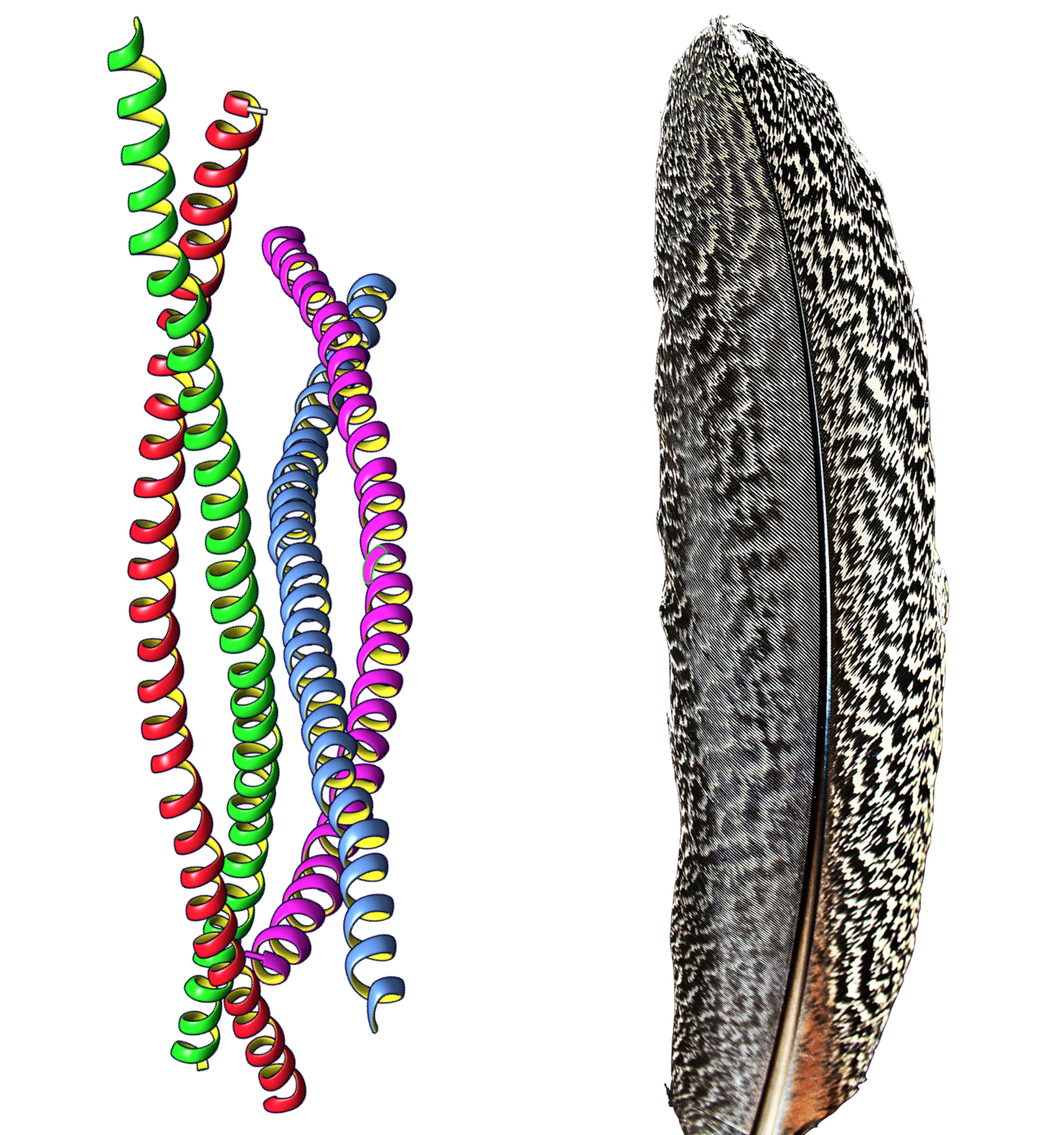
Derecha: Heterocomplejo entre los dominios helicoidales 2B de las alfa-queratinas humanas 1 y 10 (PDB: 4ZRY). Izquierda: pluma de un ave. Las queratinas son proteínas filamentosas. Las de tipo beta son componente principal de las plumas, pero a día de hoy no se dispone de ninguna estructura a resolución atómica de ninguna de ellas.

Las plumas son una de las estructuras más características de las aves, junto con el pico. Están compuestas de alfa y beta-queratinas. En comparación con los reptiles y los mamíferos, la familia de las α-queratinas se ha visto reducida en las aves, mientras que las β-queratinas se han expandido. Puesto que todos los linajes principales de las aves poseen al menos un miembro de cada uno de los seis grupos principales de β-queratinas, se puede decir que el antecesor común de todas ellas ya poseía una gran diversidad de estas proteínas. De todas las β-queratinas, el 56% son propias de las plumas y se encuentran únicamente en las aves, mientras que las otras, propias de las garras y las escamas, están presentes también en los reptiles. El número de copias de estos genes y su variedad tienen correlación con el estilo de vida de las aves, siendo mucho mayor en las aves terrestres, y enormemente mayor en las aves domesticadas.
La carencia de dentición también es una característica común a todas las aves. Esta característica parece deberse a modificaciones y deleciones en los exones de los genes implicados en la generación del esmalte dental y la dentina. El antecesor común de las aves ya carecería de dientes mineralizados, aunque sucesivos cambios en el genoma habrían sido los causantes de la evolución posterior de esta característica en este grupo de animales.
Por otro lado, las aves poseen el mejor sistema de visión conocido en vertebrados. Éstas poseen un número mayor de fotorreceptores diferentes, siendo en su mayoría tetracromáticas, con la excepción de, por ejemplo, los pingüinos, que sólo poseen tres genes de opsinas funcionales, por lo que son tricromáticos. Este hecho seguramente se deba al estilo de vida acuático y buceador de los mismos, ya que los mamíferos marinos también han perdido la funcionalidad de uno o ambos genes de las conopsinas.
Las aves también parecen haber perdido la funcionalidad del ovario derecho. Hay dos genes relacionados con el desarrollo de los ovarios, MMP19 y AKR1C3, que han desaparecido en estos animales. El hecho de un número mayor de los genes relacionados con la espermatogénesis evolucionen rápidamente, cosa que no ocurre con los relacionados con la ovogénesis, sugiere que los machos son los que sufren una mayor presión selectiva sexual, tal y como se deducía de que fueran los machos los que presentan plumajes más vistosos.